# Camelus
Camelus (Linnaeus, 1758) è un genere di mammiferi artiodattili della famiglia dei Camelidi. Esso comprende tre sole specie viventi: il cammello (Camelus bactrianus), il cammello selvatico (Camelus ferus) e il dromedario (Camelus dromedarius).

## Descrizione
Questo genere comprende i rappresentanti più tipici della famiglia dei Camelidi, di grandi dimensioni (oltre 2 metri di altezza), con collo e arti molto allungati e adattamenti alla vita in ambienti aridi come ciglia e peli delle orecchie lunghi e folti, narici capaci di chiudersi ermeticamente durante le tempeste di sabbia e un apparato digerente in grado di trattenere quanta più acqua possibile, in maniera simile a quello dei Caprini, con i quali tuttavia non sono strettamente imparentati.

La caratteristica che distingue questo genere dagli altri due attualmente viventi (Lama e Vicugna) è la presenza di un voluminoso accumulo adiposo dorsale, sostenuto dai processi spinosi delle vertebre toraciche e lombari e di forma diversa a seconda della specie. Tale deposito, popolarmente detto gobba, funge da riserva di energia nei periodi in cui il nutrimento scarseggia; si suddivide in due lobi uguali in C. bactrianus, mentre in C. dromedarius il lobo anteriore è praticamente atrofizzato e il deposito adiposo si dispone apparentemente in un lobo unico al centro del dorso.

## Biologia
Le gobbe conferiscono a questi animali la loro proverbiale capacità di resistere senza bere per lunghi periodi. 
Per sopravvivere negli ambienti desertici entrambe le specie hanno inoltre sviluppato particolari adattamenti tra cui: un mantello lungo e folto in inverno, che cade nella stagione calda; le narici che si chiudono per non far penetrare la sabbia; le sopracciglia folte e le due file di ciglia che proteggono gli occhi; i cuscinetti che isolano i piedi dal suolo rovente. Entrambe le specie inoltre sudano raramente, conservando i liquidi per parecchio tempo.

## Distribuzione e habitat
Il cammello è diffuso nelle zone desertiche e steppose dell'Asia centrale, dall'Anatolia alla Mongolia, mentre l'areale del dromedario comprende l'Africa del nord, la Penisola arabica  e l'Asia minore; introdotto in Australia nel 1800  è sfuggito al controllo dell'uomo, trasformandosi in una specie invasiva, con una popolazione totale di almeno 500.000 capi.

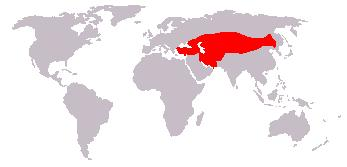
Areale di C. bactrianus
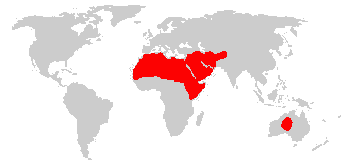
Areale di C. dromedarius

## Tassonomia
Descritto da Linneo nella edizione del 1758 del Systema Naturae, il genere comprende due sole specie viventi:
- Camelus bactrianus Linnaeus, 1758 - cammello
- Camelus dromedarius Linnaeus, 1758 - dromedario
- Camelus ferus (C. ferus Przewalski, 1878) - cammello selvatico

Dal 2004 è riconosciuto lo status di specie al cammello selvatico, che vive allo stato brado nel deserto del Gobi.
Altre specie estinte del genere Camelus sono Camelus thomasi e Camelus grattardi. Verso la fine del 2006 è stata scoperta in Siria una nuova specie fossile (Camelus moreli).